# Évidemment
Évidemment è un singolo della cantante canadese La Zarra, pubblicato il 19 febbraio 2023.

## Promozione
Il 12 gennaio 2023 l'emittente radiotelevisiva pubblica France Télévisions ha annunciato di avere selezionato internamente La Zarra come rappresentante nazionale all'Eurovision Song Contest 2023 a Liverpool. Évidemment è stato annunciato come suo brano eurovisivo il successivo 15 febbraio ed è stato presentato il 19 febbraio durante il programma 20h30 Le Dimanche su France 2 in concomitanza con la sua pubblicazione sulle piattaforme digitali. Nel maggio successivo, in occasione della finale eurovisiva, La Zarra si è classificata al 16º posto su 26 partecipanti con 104 punti totalizzati.
Il 23 giugno 2023 è stata pubblicata una versione franco-greca, realizzata in collaborazione con la cantante greca Katerina Stikoudī.

## Tracce
Testi e musiche di Ahmed Saghir, Fatima Zahra Hafdi, Yannick Rastogi e Zacharie Raymond.
1. Évidemment – 3:01

Versione greca
Testi e musiche di Ahmed Saghir, Antōnīs Pappa, Fatima Zahra Hafdi, Yannick Rastogi e Zacharie Raymond.
1. Évidemment (con Katerina Stikoudī) – 3:00

## Classifiche
| Classifica (2023) | Posizione massima |
| ----------------- | ----------------- |
| Finlandia         | 23                |
| Francia           | 82                |
| Grecia            | 10                |
| Irlanda           | 95                |
| Islanda           | 13                |
| Lituania          | 7                 |
| Polonia           | 44                |
| Portogallo        | 197               |
| Regno Unito       | 94                |
| Svezia            | 84                |
| Svizzera          | 79                |